# Photopectoralis
Photopectoralis is een geslacht van straalvinnige vissen uit de familie van de ponyvissen (Leiognathidae).

## Soorten
- Photopectoralis bindus (Valenciennes, 1835)
- Photopectoralis hataii (Abe & Haneda, 1972)
- Photopectoralis panayensis (Kimura & Dunlap, 2003)